# Orchestre symphonique de Sapporo

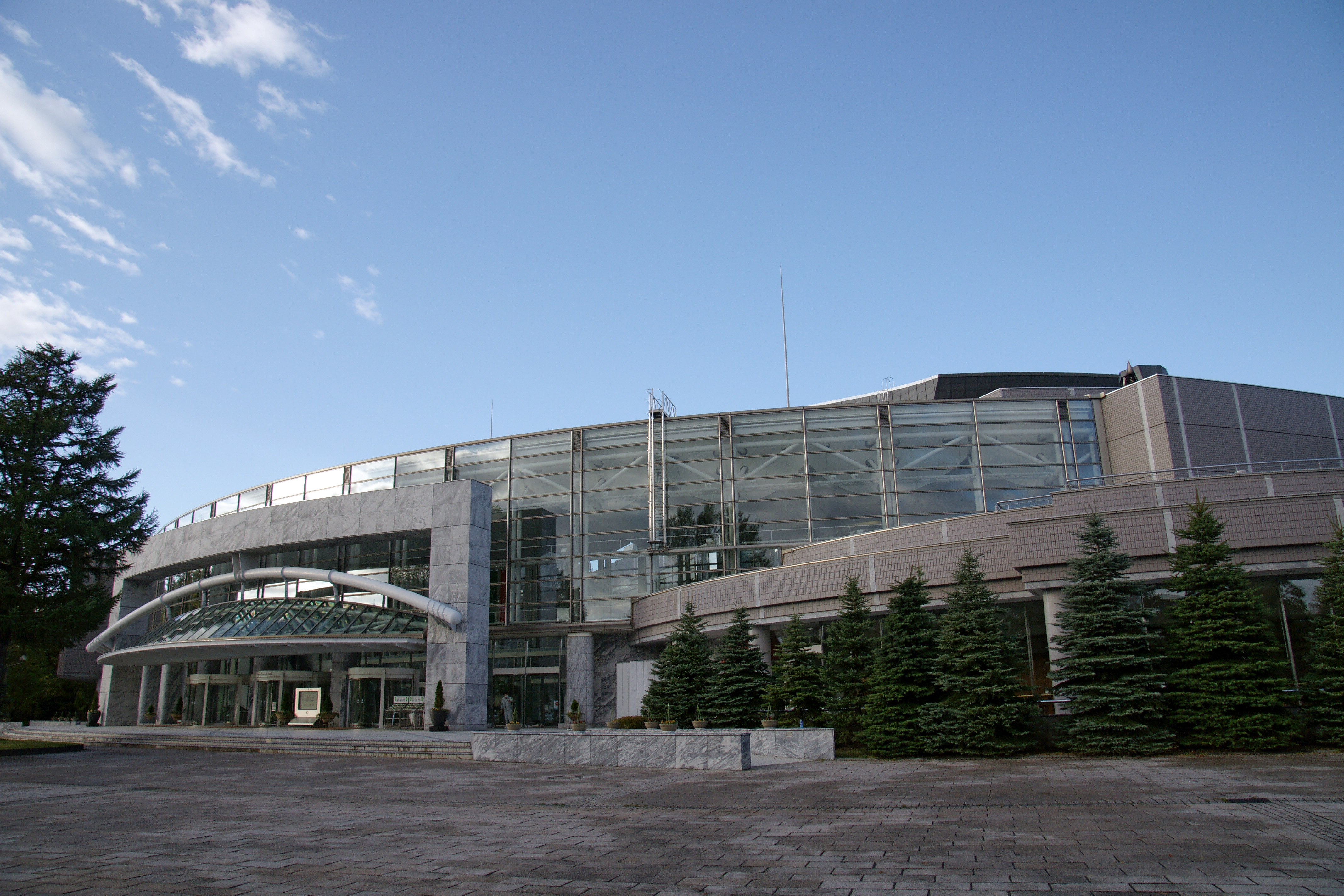
Salle de concert de Sapporo.

L'Orchestre symphonique de Sapporo (en japonais : 札幌交響楽団 - Sapporo Kokyo Gakudan) est un orchestre professionnel basé à Sapporo au Japon. L'orchestre est surnommé Sakkyo et est membre à part entière de l'« Association des orchestres symphoniques japonais ».
L'Orchestre symphonique de Sapporo est le seul orchestre professionnel d'Hokkaido. Ses concerts d'abonnement ont lieu régulièrement au Sapporo Concert Hall de Kitara et les bureaux se trouvent également à Kitara.

## Chronologie
- 1961 Création sous le nom « orchestre symphonique des citoyens de Sapporo » et premier concert d'abonnement
- 1962 Nouvelle dénomination « Orchestre symphonique de Sapporo »
- 1975 Tournée aux États-Unis et en Allemagne de l'Ouest
- 1981 Commence des concerts à Tokyo et Osaka (à présent uniquement à Tokyo)
- 1992 Tournée en Asie du Sud-Est (également en 1994)
- 2001 Tournée en Grande-Bretagne
- 2005 Tournée en Corée du Sud
- 2007 Célèbre son 500e concert d'abonnement
- 2008 Création du poste de chef principal invité
- 2009 Autorisé comme fondation d'intérêt public
- 2011 Célèbre son 50e anniversaire et achève une tournée européenne (Munich, Londres, Salerno, Milan et Düsseldorf)

## Chefs
- Masao Araya (premier chef principal), 1961-1968.
- Peter Schwarz (deuxième chef principal), 1969-1975.
- Hiroyuki Iwaki (chef principal, puis directeur de la musique, plus tard chef lauréat), 1975-1987.
- Kazuyoshi Akiyama (conseiller musical, plus tard chef principal), 1988-1998.
- Tadaaki Otaka (chef résident), 1981-1986, (chef principal puis conseiller musical, plus tard directeur de la musique), 1998–présent.
- Ken Takaseki (Chef associé, puis chef résident), 1988-1992, 2003–présent.
- Radomil Eliška (chef principal invité), 2008–présent.

## Activité
L'Orchestre symphonique de Sapporo, seul orchestre professionnel de Hokkaido, est affectueusement appelé « Sakkyo » par les résidents de Hokkaido. L'orchestre a fêté son 50e anniversaire en 2011. Il est basé à la salle de concert de Sapporo à Kitara qui se vante de posséder une des meilleures acoustiques au monde. L'orchestre se distingue par un son clair et sa puissance expressive, inspirés par la grande beauté et le charme naturel de Hokkaido. L'orchestre est engagé dans de nombreuses activités dans le monde entier et continue activement sa propre promotion. Les chefs actuels sont Tadaaki Otaka, directeur de la musique, Ken Takaseki, chef d'orchestre résident et Radomil Eliška, chef invité principal.
L'orchestre joue plus de 120 concerts par an dans tout le Japon et a été invité à se produire aux États-Unis, en Allemagne, en Asie du Sud, au Royaume-Uni et en Corée du Sud. Il publie également un CD chaque année depuis 2007, avec les enregistrements effectués à Kitara. L'orchestre est autorisé en tant que fondation de droit public depuis octobre 2009.

## Concerts
Avec 77 musiciens, l'Orchestre symphonique de Sapporo donne plus de 120 concerts par an, avec 2 concerts d'abonnement pour chaque programme au cours de chaque mois entre septembre et juin.

## Source de la traduction
- (en) Cet article est partiellement ou en totalité issu de l’article de Wikipédia en anglais intitulé « Sapporo Symphony Orchestra » (voir la liste des auteurs).